# Маня Цачева
Маня Цачева е германска филмова актриса от български произход и една от вдъхновителките на поета Димчо Дебелянов.

## Биография
Мария Трифонова Цачева е родена на 10 февруари 1897 г. в Ловеч в семейството на лесничея Трифон Цачев и е сестра на известния оперен певец Иван Цачев, който е първия съпруг на Мими Балканска. Нейна сестра е също немска кинозвезда Цвета Цачева.
Димчо Дебелянов се запознава с нея покрай брат и, с когото другарува. Той признава на редовните си другари по чашка от питейните заведения Константин Константинов, Георги Райчев, Людмил Стоянов и Димитър Подвързачов, че е запленен от закачливата и лъчезарна усмивка и завладяващ смях. Родителите на момичето не са очаровани от ухажванията на известния като пройдоха Димчо, който е готов да даде и малкото си пари на уличен просяк или да плати с последните си грошове сметката в кръчмата. Маня обаче не остава равнодушна към стиховете, които той ѝ посвещава. Двамата превят дълги разходки по шосето в посока Самоков. Маня изглежда е по-влюбена от поета и дава знаци, че е готова да се омъжи за него в Горна баня. „Не е тая работа за мене... Когато се обичат, не трябва да се свързват с веригите на брака! Раждай деца, плътско – това опошлява любовта!...“. Научили за този роман, родителите на Маня я изпращат в Германия да изучава театралното изкуство.
Завършила е училище и професионално обучение в Швейцария, Париж и Берлин. Там тя посещава актьорската школа на Немския театър. Въпреки младата си възраст, за нея се твърди, че е била българска царска придворна актриса от 1918 г.
След като за първи път се появява като танцьорка, тя прави своя филмов дебют през 1917 г. След това играе под ръководството на Лупу Пик, Ричард Осуалд и Евалд Андре Дюпон. През сезона 1920/21 г. Цачева се появява в няколко филма, режисирани от Манфред Ноа, за когото се твърди, че е била женена по това време. През следващите години тя участва в няколко комерсиално успешни сериали като „ Човекът без име“ на Георг Якоби. Последната си доказана филмова изява Цачева има през 1926 г. в комедията на Ерих Ериксен „Анемари и нейният Улан“ .
През 1926 г. се омъжва за адвоката и застрахователен брокер Карл Фридрих Швейцер.
Тя може да е емигрирала с него около 1934 г. поради еврейския му произход.
По-малката ѝ сестра Цвета Цачева също застана пред камерата в някои неми филмови продукции. Нейният брат Иван Цачеф работи (понякога под артистичния псевдоним Марио Парло) като тенор в Градския театър в Есен и в операта „Земпер“ в Дрезден.
Дебютира през 1917 г. във филма Die sterbenden Perlen („Мъртвите перли“) на Рудолф Майнертс. По-късно играе във филми на Лупу Пик, Рихард Освалд и Евалд Андре Дюпон. Първата ѝ главна роля е в Die Perle des Orients („Перлата на Ориента“) на Карл Хайнц Мартин.
Била е съпруга на режисьора Манфред Ноа (Manfred Noa 1893 – 1930) и през 1920 – 1921 г. участва в повечето от филмите му.
Умира във Франция през 1966 г.

## Филмография
- 1926 Annemarie und ihr Ulan
- 1925 – 1926 Der Rebell von Valencia
- 1925 Briefe, die ihn nicht erreichten
- 1924 Der Mönch von Santarem
- 1922 Man soll es nicht für möglich halten oder Maciste und die Javanerin
- 1922 Die Fürstin der Ozeanwerft
- 1921 Der schwere Junge
- 1921 Söhne der Nacht. 2. Die Macht der Liebe
- 1921 Der Schatten der Gaby Leed
- 1921 Die Perle des Orients
- 1921 Söhne der Nacht. 1. Die Verbrecher-GmbH
- 1920 – 1921 Der Sprung über den Schatten
- 1920 – 1921 Der Mann mit den eisernen Nerven
- 1920 – 1921 Die goldene Flut
- 1920 – 1921 Gelbe Bestien
- 1920 – 1921 Der Kaiser der Sahara
- 1920 – 1921 Der Millionendieb
- 1920 – 1921 Schieber
- 1920 Berlin W
- 1920 Die sieben Todsünden
- 1920 Frauenliebe. Mosaik, aus drei Steinbildern zusammengesetzt
- 1920 Götzendämmerung. Opfer der Keuschheit
- 1919 – 1920 Die Menschen nennen es Liebe
- 1919 – 1920 Haß
- 1919 Opfer der Schmach (Die rote Laterne)
- 1919 Moderne Töchter
- 1919 Liebe
- 1918 – 1919 Die Japanerin
- 1918 – 1919 Mein Wille ist Gesetz
- 1918 Der Teufel
- 1918 Madame d'Ora
- 1918 Mr. Wu
- 1918 Der lebende Leichnam
- 1918 Die seltsame Geschichte des Baron Torelli
- 1917 – 1918 Die sterbenden Perlen